# مقاطعة قروه
مقاطعة قروه (بالفارسية: شهرستان قروه) هي إحدى مقاطعات محافظة كردستان في إيران. كان عدد سكان المقاطعة سنة 2006 حوالي 138,470 نسمة.